# Godshuis Vander Meulen

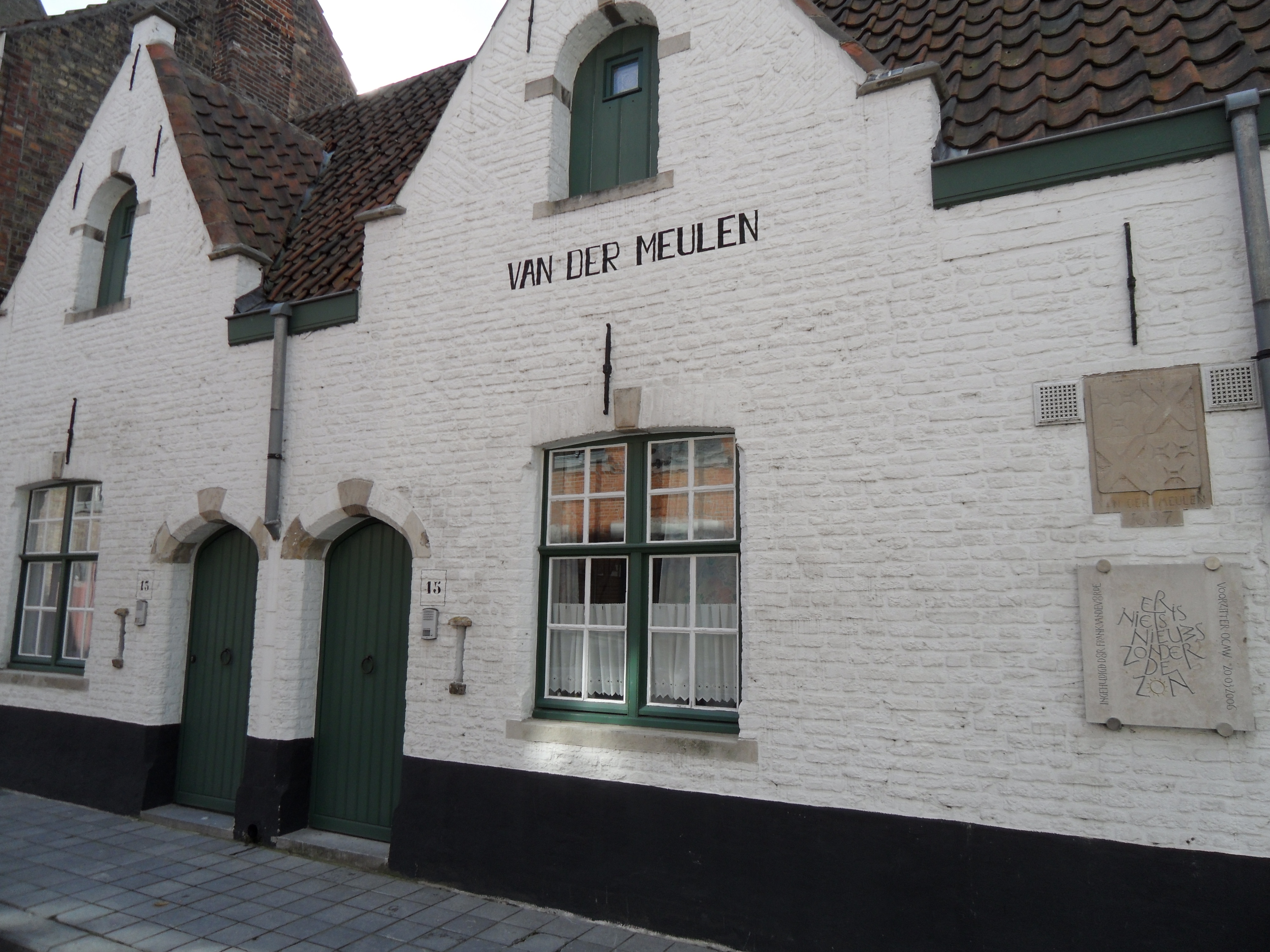
Godshuizen Van der Meulen

Van der Meulen is de naam van enkele godshuizen in Brugge.

## Geschiedenis
Drie huizen in de Greinschuurstraat werden in 1676 gekocht door Philippe Vander Meulen (†1686). Na zijn dood werden ze door zijn zussen, Maria en Adriana Vander Meulen, ingericht als godshuizen voor drie weduwen van meester-fusteinwevers.
In 1796 werden ze eigendom van de Commissie van Burgerlijke Godshuizen.
In 1950-1951 werden ze tamelijk grondig verbouwd.
Het gebouw is niet beschermd als monument.